# Blava
Blava es un cultivar de higuera común Ficus carica de higos color negro azulado oscuro. Se cultiva principalmente en las Islas Baleares
,.

## Sinonimia
- „Higo Azul“ en Islas Canarias,[4][5]
- „Blava Flor“ en Islas Baleares[6][7][8]

## Historia
La antiquísima variedad mallorquina llamada 'Blava' (azul en catalán), fue llevada a las Islas Canarias por los repobladores mallorquines hace unos 600 años, y allí se puede encontrar extendida en todas las islas.

## Características
La higuera Blava es una variedad bífera, de producción importante de brevas y alta de higos. Su piel es de un color negro azulado oscuro de espesor medio y textura fina.
Las brevas tienen forma piriforme son más alargadas y simétricas. Su pulpa es muy oscura. Maduran 15 de junio.
Los higos tienen forma piriforme turbinado. Un descriptor definitorio de los higos de esta variedad mallorquina 'Blava' es el porcentaje elevadisimo de la asimetría de los frutos aunque bastante uniforme en las dimensiones. Primero madura la "panza" o parte más abultada del higo y un día después la parte menos abultada. También se puede apreciar la jugosidad melosa de la pulpa rojiza y las numerosas semillitas que crujen entre los dientes al masticarlas y le confieren un delicioso bouquet a avellanas o almendras tostadas. Los higos maduran de 17 de agosto a 8 de septiembre,.
Los higos presentan facilidad de desprendimiento, poco resistentes a las lluvias, resistencia media de apertura del ostiolo, y baja al transporte.
Apta para secado, consumo en fresco y para la alimentación del ganado.